# برينت رايت
برينت رايت (6 مايو 1978 بميامي في الولايات المتحدة - ) (بالإنجليزية: Brent Wright)‏ هو لاعب كرة سلة أمريكي في مركز هجوم قوي الجسم. لعب مع Greenville Groove ‏.

## وصلات خارجية
- برينت رايت على موقع الدوري الأوروبي لكرة السلة (الإنجليزية)
- برينت رايت على موقع كرة السلة الأوروبية.كوم (الإنجليزية)
- برينت رايت على موقع DraftExpress.com (الإنجليزية)
- برينت رايت على موقع كلية كرة السلة في سبورتس رفرنس.كوم (الإنجليزية)
- برينت رايت على موقع ريلجم (الإنجليزية)
- برينت رايت على موقع بروبوليرز (الإنجليزية)
- برينت رايت على موقع سبورتس رفرنس (الإنجليزية)
- برينت رايت على موقع سبورتس رفرنس (الإنجليزية)